# النازية في السويد

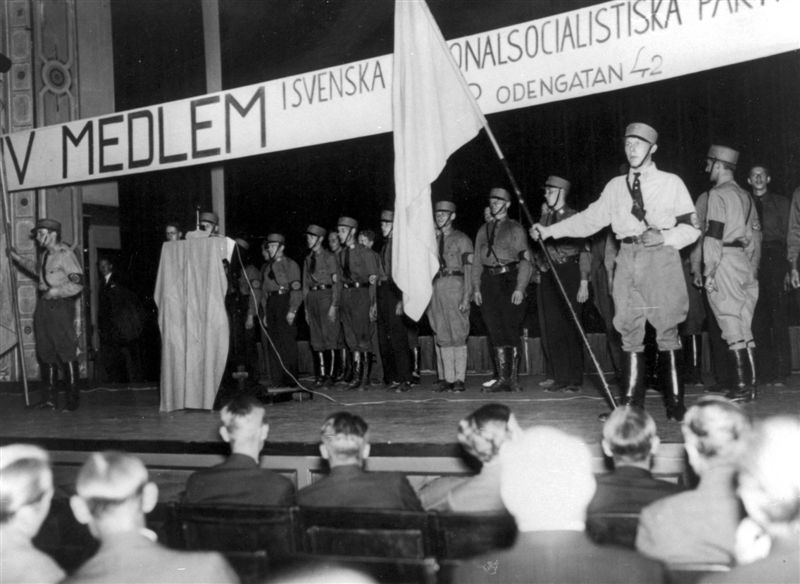
اجتماع للحزب الاشتراكي الوطني السويدي عقد في عام 1933

كانت النازية في السويد مجزأة إلى حد ما وغير قادرة على تشكيل حركة جماهيرية منذ بدايتها في أوائل عشرينيات القرن العشرين. كانت عدة مئات من الأحزاب والجماعات والجمعيات موجودة منذ تأسيس الحركة وحتى الوقت الحاضر. في أغلب الاحيان، جمعت الأحزاب النازية الصرفة في السويد حوالي 27 ألف صوت في انتخابات برلمانية ديمقراطية. جاءت الذروة في الانتخابات البلدية لعام 1934 عندما انتصرت الأحزاب النازية في أكثر من مئة دائرة انتخابية. مبكرًا منذ 22 يناير 1932، عقد النازيون السويديون أول اجتماع عام لهم مع بيرجر فوروغارد مخاطبًا جمهورًا من 6 آلاف شخص في هايماركت في ستوكهولم.
مثل نظرائهم الألمان، كان النازيون السويديون معادون للسامية بشدة، وفي وقت مبكر من مايو 1945 أصبحوا من أوائل المتبنين لإنكار الهولوكوست. استمرت الجماعات النازية السويدية بعد الحرب حتى حُلَّت رسميًا عام 1950. خلال فترة ما بعد الحرب، كانت الجماعات إلى حد ما غير نشطة تمامًا سياسيًا. في عام 1956، شُكِل حزب نازي سويدي جديد، حزب الرايخ الشمالي، من قبل جوران أسار أوريدسون وفيرا أوريدسون (متزوجة سابقًا من الزعيم النازي سفين أولوف ليندهولم). جمع هذا الحزب تراث الأجيال النازية الأكبر سنًا. في ثمانينيات القرن العشرين عندما بدأت النازية السويدية الجديدة تزداد قوة، وتمكنت من جمع بعض المجموعات الصغيرة من الجيل الجديد من حليقي الرؤوس النازيين. نشأت حركة تفوق البيض السويدية خلال هذه الفترة، خاصة بين بعض أعضاء عصابات الدراجات النارية الإجرامية السابقة والشباب ذوي البشرة البيضاء.
في التسعينيات على وجه الخصوص، كان هناك عدد كبير من المنظمات النازية الجديدة، وأكثرها شهرة هي الشبكة المتشددة، المقاومة الآرية البيضاء ولكنها لم تكن مرتبطة بالمنظمة الأمريكية التي تحمل الاسم نفسه. روجت الشبكة لفكرة الحرب العرقية وجمعت الشباب حليقي الرؤوس ونشطاء من النازيين الجدد في عدة مدن، وارتكب أعضاؤها العديد من الجرائم الخطيرة، بما في ذلك الحرائق والسطو المسلح على البنوك وسرقة الأسلحة والأسلحة ضد مقار الجيش والشرطة السويدي المهجورة، وسلسلة من الاعتداءات والضرب الوحشي. أسِست أيضًا مجموعات أخرى مثل ريكسفروتين وحزب الجبهة الاشتراكية الوطنية.
على غرار الحركة خلال الحرب العالمية الثانية، كان هناك اتجاهات نحو التجزئة والخلافات والاقتتال الداخلي، والتي تسارعت بعد جرائم القتل في ماليكساندر، والسطو على بنك عام 1999 وقتل اثنين من رجال الشرطة على يد مجموعة من المجرمين النازيين الجدد المتشددين الذين كان هدفهم تشكيل حركة نازية سرية ثورية. تطورت الحركة كمجموعة متنوعة من المنظمات العنصرية الصريحة التي استمدت من مصادر أخرى. شُكل أيضًا حركة المقاومة السويدية من قبل قادة سابقين في حركة فام. توقفت المحاولات قصيرة المدى لإنشاء منظمة شاملة بعد مرور بعض الوقت. في عام 2000، ظلت الجبهة الاشتراكية الوطنية أكبر منظمة نازية سويدية، وحصلت على 1400 صوتًا في الانتخابات البرلمانية لعام 2006. حُلَّت رسميًا في نوفمبر 2008، واستُبدلت (أو أعيد تسميتها) بحزب السويديين. وكانت أكبر المظاهرات هي مسيرة سالم السنوية في ديسمبر من عام 2001 إلى 2011. وقد استقطبت المظاهرات الأولى 2000 مشارك، لكن هذا العدد تضاءل في كل عام. شنت مجلة إكسبو، التي شارك في تأسيسها ستيغ لارسون، حملات ضد النازية السويدية الجديدة والتطرف اليميني.

## الرواد
تعود جذور الحركة النازية المبكرة في السويد إلى العديد من المنظمات المعادية للسامية التي تشكلت في أواخر القرن التاسع عشر. بين عامي 1919 و1931، نشر بارتولد لوندين صحيفة فيدي الشعبوية المعادية للسامية، مستوحاة من الأحلام السابقة لموريتز ريدغرين لإنشاء صحيفة عريضة معادية للسامية في أوائل القرن العشرين. شن فيدي عدة حملات ضد كل من اليهود والمثليين. في عام 1923 أسس لوندين أيضًا الاتحاد السويدي المعاد للسامية والذي ظل نشطًا حتى عام 1931. ظهر العديد من قادة النازية السويدية من هذه البيئة.

## الفترة الأولى
تضم أقدم الجمعيات النازية الرابطة الوطنية للحرية الاشتراكية من 1924 إلى 1926، والتي سبقت حزب العمال والمزارعين الاشتراكي الوطني السويدي. كان من بين القادة الإخوة سيغورد، جونار، وبيرجر فوروغارد. في عام 1926، أسس كونراد هالغرين حزب الشعب الفاشي السويدي والمجموعة شبه العسكرية، منظمة القتال الفاشية السويدية. غُير اسم الحزب إلى حزب الشعب الاشتراكي الوطني السويدي في عام 1929. وفي عام 1930، ظهرت مجموعة منشقة تسمى الرابطة الشعبية السويدية الجديدة، بقيادة ستيغ بيل. في 1 أبريل 1930، اندمج كل من حزب العمال والمزارعين الاشتراكي الوطني السويدي والرابطة الشعبية السويدية الجديدة ليصبحا الرابطة الوطنية الاشتراكية السويدية الجديدة. اعتمدت الرابطة الاسم الجديد للحزب الاشتراكي الوطني السويدي بعد عام واحد بقيادة سيغورد فوروغارد. شاركت لأول مرة في انتخابات عامة في عام 1931، عندما حصلت على 279 صوتًا في انتخابات مجلس مدينة ستوكهولم.
أدت الخلافات الداخلية بين فوروجارد ورئيس تحرير صحيفة الحزب سفين أولوف ليندهولم، إلى طرد ليندهولم وأتباعه من الحزب في 13 يناير 1933. شكل هؤلاء الأفراد حزب العمال الاشتراكي الوطني. وعادة ما كان يُشار إلى الحزبين من قبل زعمائهما باسم فوروجاردستس أو ليندولمستس. في 5 أكتوبر 1933، اقتحم عشرة من أتباع فوروغارد مقر ليندهولم وسرقوا النقود وقوائم العضوية ولم يتوقفوا إلا بتدخل الشرطة. استمر القتال بين الحزبين بعنف دوري خلال الانتخابات البرلمانية لعام 1936 إذ تسبب الانقسام في فشل الأحزاب بشكل بائس. كان فوروغارد محبطًا للغاية لدرجة أنه أغلق عمليات حزبه. شهد حزب العمال الاشتراكي الوطني المزيد من خيبات الأمل وانقسام الجناح اليساري للحزب.
مع مرور الوقت، أصبح بير إنغدال (1909-1994) شخصية بارزة في الحركة النازية السويدية. بعد دراسته في جامعة أوبسالا، انضم إنغدال إلى منظمة القتال الفاشية السويدية عام 1928 لكنه غادر إلى مؤسسة بيل الجديدة. في عام 1930 أسس مجموعته الخاصة، الرابطة الوطنية للسويد الجديد، التي اندمجت مع الرابطة الوطنية السويدية التي يرأسها إلمو ليندهولم في عام 1937.
تسببت الانقسامات العديدة في الحركة النازية في صراع على السلطة. كانت إحدى المحاولات لتحقيق الوحدة هي الكتلة الاشتراكية الوطنية التي تشكلت عام 1933 تحت قيادة العقيد مارتن إكستروم، لكن هذا الجهد الذي لم يدم طويلًا ولم يحقق نجاحًا يذكر. ومع ذلك، نجحت الكتلة الاشتراكية الوطنية في توحيد عدد من المجموعات الصغيرة الشبيهة بالطوائف مثل التحالف الاشتراكي الوطني السويدي والرابطة الاشتراكية الوطنية، لكنها فشلت عندما لم يتمكن من جذب الحزبين الأكبر. كان معظم الأعضاء من الطبقة العليا، وكان العديد منهم ضباطًا في الجيش. كان من بين المؤسسين العقيد أرشيبالد دوغلاس والرائد ريكمان فون دير لانكن.